# 克洛维一世
克洛维一世（466年—511年11月27日），法兰克王国奠基人、国王。
481年6月26日，法兰克人部落撒利法兰克人的首领希尔德里克一世逝世，其子克洛维一世继任。萨利昂法兰克人占据了以如今法国和比利时边境的图尔奈和康布雷为中心的莱茵河下游以西被称为托克森德里亞地区。克洛维一世征服了邻近的几个法兰克部落并称王。
克洛维一世在其妻子的劝说下，放弃了大多數日耳曼人所信奉的阿里乌教派，转而皈依天主教。这一行动在法国和西欧历史上产生了极重要影响，也为后来克洛维一世将其统治领土扩张到原罗马帝国高卢地区起到了举足轻重的作用。
克洛维一世被认为是法国和墨洛温王朝的奠基人。中国大陆义务教育历史教科书将其评价为“很有远见和才干的国王”。

## 法兰克人合并

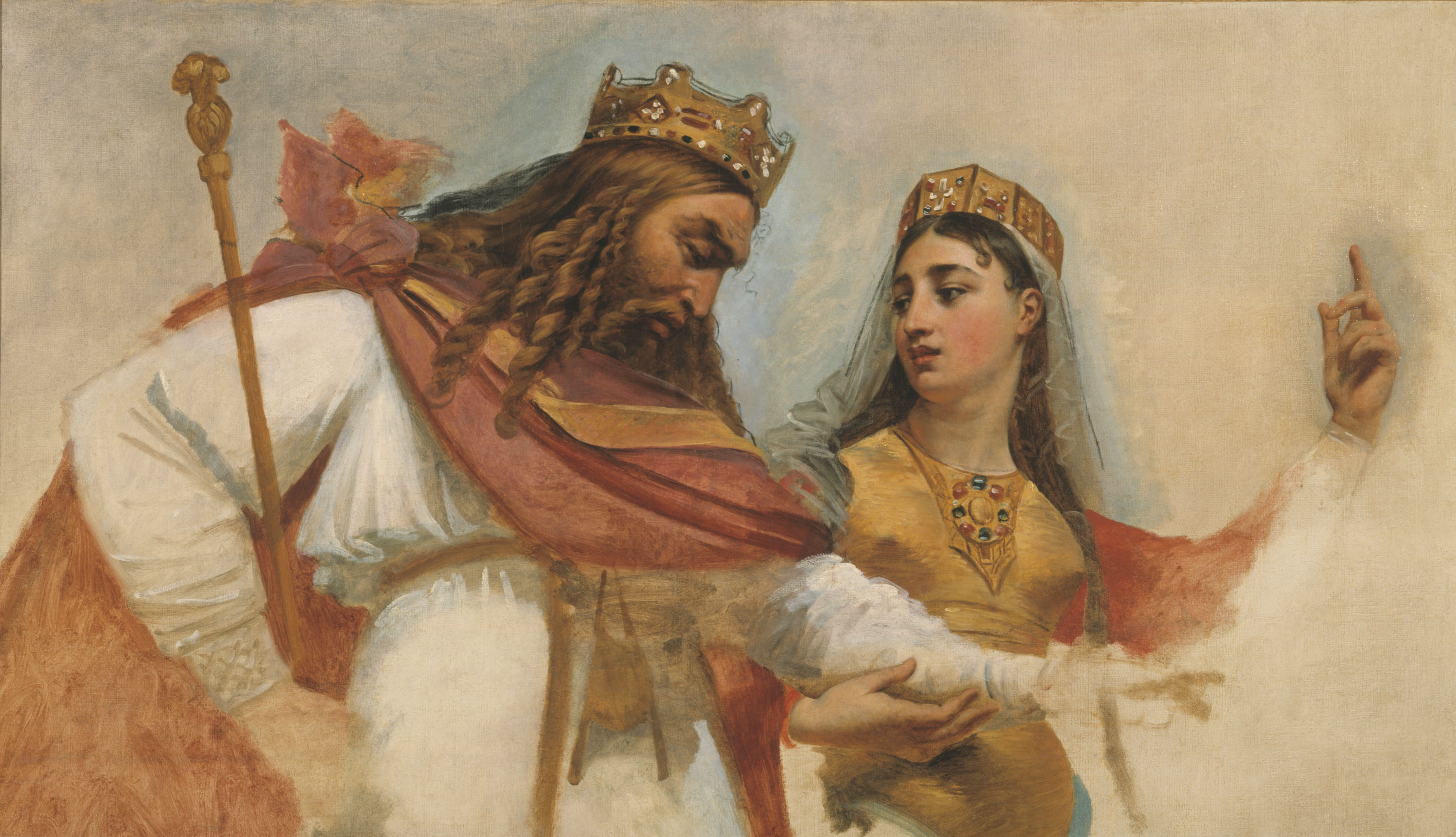
克洛维与克洛蒂尔德（1811年）

486年，克洛维一世战胜罗马帝国在北部高卢（位于今皮卡第大区的苏瓦松王国）的最后统治者夏克立乌斯。这场胜利使法兰克人的统治扩张到了卢瓦尔河以北地区。接着，克洛维一世将妹妹奧多弗雷達嫁给狄奥多里克大帝，通过联姻，与东哥德人结成联盟。491年，克洛维一世在其领地以东的图林根取得一系列胜利。493年，克洛维一世与勃艮第公主克洛蒂爾德成婚。在其劝说下，克洛维一世于496年皈依天主教。此后，克洛维一世在其他法兰克部落的帮助下，在曲尔皮希战役中战胜阿拉曼人。

## 天主教徒国王

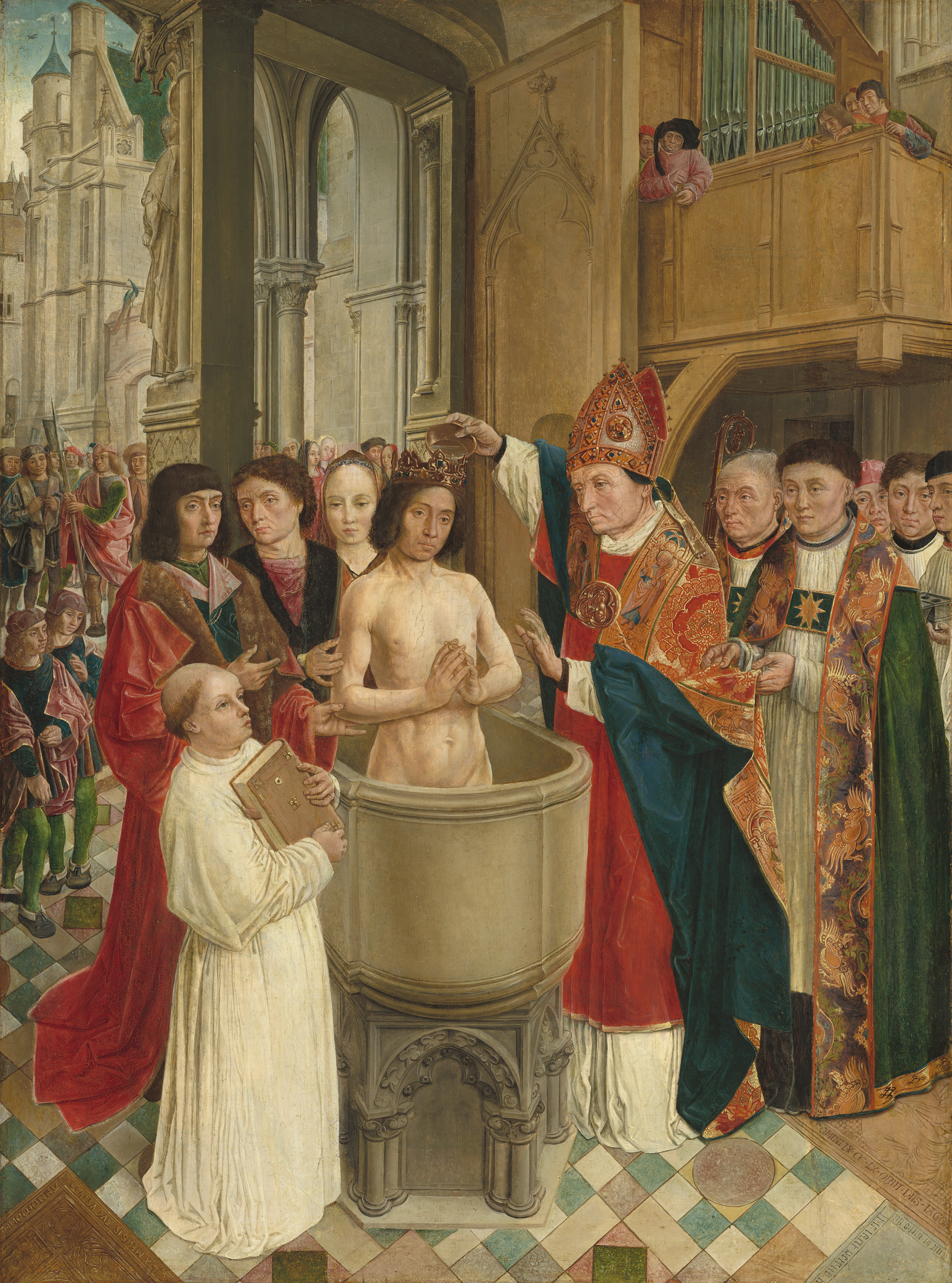
聖雷米吉烏斯为克洛维一世施洗

天主教是克洛维臣民的主要宗教信仰，他的皈依强化了人民与日耳曼征服者的结合。
500年，克洛维征服第戎，但仍未能征服勃艮第王国。随后几年中，在阿摩里卡人的帮助下，克洛维一世在507年战胜了以图卢兹为中心控制阿基坦和伊比利亚半岛的西哥特王国，并趁机占领比利牛斯山脉以北的阿基坦疆土。
根據图尔的格列高利記載，东罗马帝国皇帝阿纳斯塔修斯一世在克洛維戰勝西哥特王國之後授予克洛维执政官称号。

## 逝世与继任
克洛维一世于511年11月27日在巴黎逝世，葬于法国巴黎圣但尼圣殿，而他的父亲及之前的国王则都葬于比利時图尔奈。克洛维一世身後的领土被他的四儿子：克洛泰尔一世、希尔德贝一世、克洛多米尔和提奥多里克一世继承，分别建立起苏瓦松、巴黎、奥尔良和兰斯王国。这种分裂局面一直持续到751年墨洛温王朝结束。

## 影响

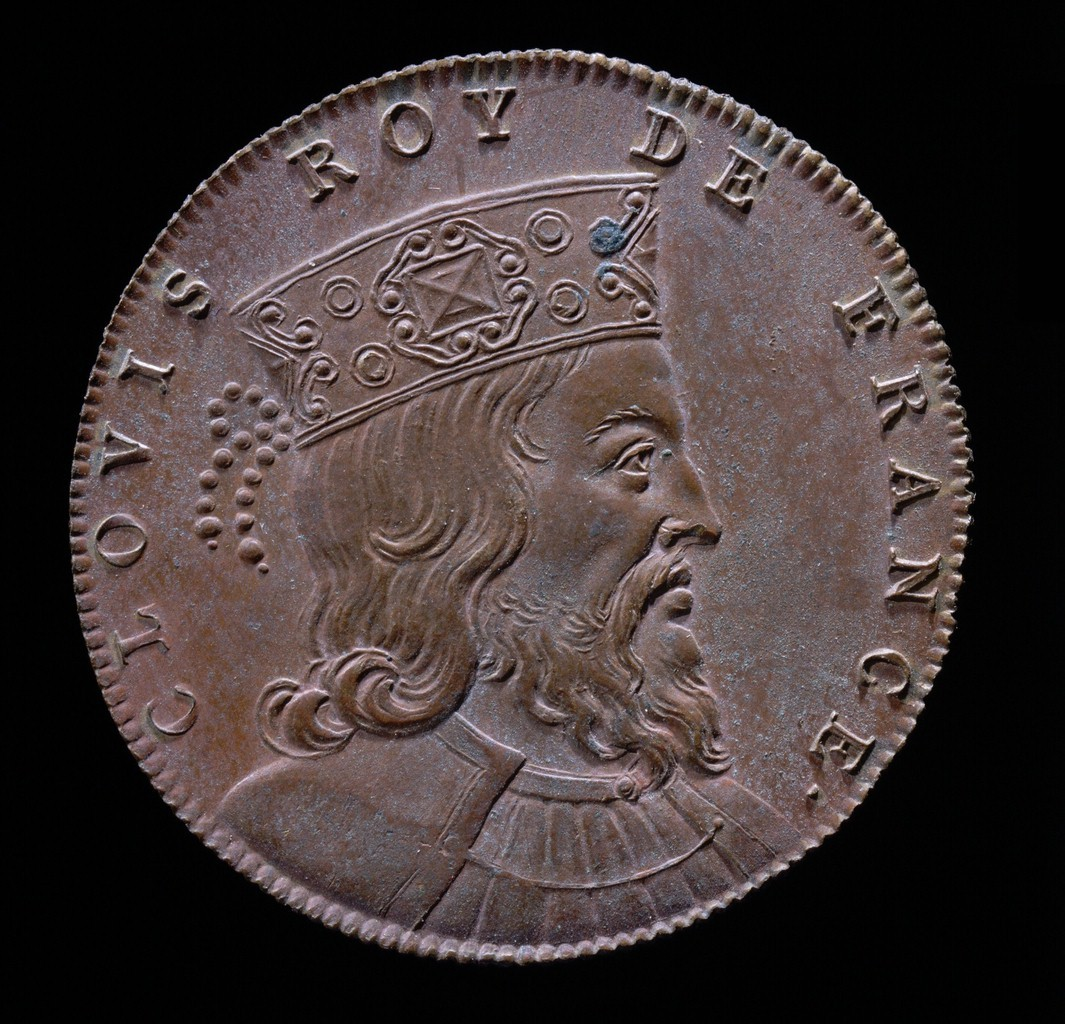
克洛维一世头像的硬币

克洛维一世一生最大的影响包括三项行动：统一法兰克、征服高卢和皈依天主教。第一项行动使克洛维拥有了比作为一个地区性首领更大的能量；第二项行动则奠定了法国的基础；第三项行动使克洛维与教宗结成同盟并成为基督教教会的保护者。

## 配偶与子女
克洛维与克洛蒂尔德结婚，生有以下子女：
- 提乌德里克一世（485年—534年）
- 英戈梅尔（493年—494年）
- 克洛多米尔（495年—524年）
- 希尔德贝尔特一世（497年—558年）
- 克洛泰尔一世（498年—561年）
- 克洛蒂尔德（502年—531年）

### 引用
1. ↑  教育部组织编写，齐世荣．义务教育教科书：世界历史：九年级：上册 [M]．侯建新，许斌, 本册主编．北京：人民教育出版社, 2018 [2024]: 33. 国家中小学智慧教育平台.
2. ↑  . BeerAdvocate.   [2006-06-02]. （原始内容存档于2006-06-13）.